# Brehon Burke Somervell
Brehon Burke Somervell (9 mai 1892 – 13 février 1955) est un général américain.